# Har Avi'ad
Har Avi'ad (hebrejsky: הר אביעד) je hora o nadmořské výšce 586 metrů v severním Izraeli, v Horní Galileji.
Má podobu plochého zalesněného návrší, situovaného cca 2 kilometry jihozápadně od vesnice Even Menachem, které se zvedá z podlouhlého zlomu, jenž sleduje severní stranu vádí Nachal Šarach. Výškový rozdíl mezi dnem údolí a těmito útesy přesahuje 100 metrů. Dál k jihozápadu pokračuje tento terénní zlom sérií dalších dílčích vrcholků Har Sar Šalom, na opačné straně je to kóta Har Conam.